# Christian Heiß
Christian Matthias Heiß (* 1. Juni 1967 in Greding) ist ein deutscher Kirchenmusiker, Komponist von Kirchenmusik, ehemaliger Domkapellmeister und Diözesanmusikdirektor von Eichstätt und seit 1. September 2019 Domkapellmeister in Regensburg.

## Leben
Christian Heiß wurde als Sohn von Otto Heiß und dessen Frau Rosa geboren. Er absolvierte seine Schulzeit bei den Regensburger Domspatzen und studierte Kirchenmusik und Orgel an der Musikhochschule München (Abschluss: Kirchenmusik-A-Diplom und Meisterklassendiplom) u. a. bei Franz Lehrndorfer. Nach einer Tätigkeit als musikalischer Assistent am Eichstätter Dom war er als Kirchenmusiker in Ravensburg tätig. 1999 war er Domorganist in Eichstätt und wurde im Herbst 2002 zum Nachfolger von Wolfram Menschick als Eichstätter Domkapellmeister berufen. Zudem bekleidete er das Amt des Diözesanmusikdirektors und Leiter des Amtes für Kirchenmusik in Eichstätt.
Heiß ist als Chorkomponist tätig und hat zahlreiche Stücke geschaffen, die bei Musikverlagen erschienen sind. Im Auftrag der Deutschen Bischofskonferenz vertonte Heiß den Primizspruch von Papst Benedikt XVI. als offizielles Geschenk der deutschen Bischöfe anlässlich des päpstlichen Deutschlandbesuches im Sommer 2011.
Am 1. September 2019 übernahm Christian Heiß als Nachfolger von Roland Büchner das Amt des Domkapellmeisters von Regensburg. Heiß ist damit Leiter der Regensburger Domspatzen und kehrte so an seine ehemalige Schule zurück.
Christian Heiß ist verheiratet und hat drei Kinder.

## Werke (Auswahl)
- Missa Buccinata für Chor und Bläser im alten Stil (2003)
- Cantate Domino aus Psalm 98 für Chor und Orgel (2005)
- Messa piccola für gemischten Chor, Tenor ad libitum und Orgel (2009)
- Missa Ego sum panis vivus für gemischten Chor und Orgel oder Bläser (2022)
- Non quia dominamur Primizspruch von Papst Benedikt XVI. für vierstimmigen Chor, Bläserquintett, Pauken und Orgel (2011)
- Missa pro pace für Chor und Bläser (2 Trompeten, 2 Posaunen) oder Orgel (2012)
- Ave verum corpus (2014)
- Cantate Domino für Männerchor und Orgel (2018)
- Missa Spes mundi (2020)
- Ich will dir singen (2020)
- Freudig lasst uns schöpfen
- Allein Gott in der Höh für Chor und Gemeinde
- Gott redet und Quellen
- Halleluja-Coda für Chor, Bläser und Orgel
- Laudate Dominum für gemischten Chor
- Zu Regensburg auf der Kirchturmspitz (Arrangement) für gemischten Chor (2024)